# Kurt Rauhe
Kurt Rauhe (* 14. Dezember 1922 in Essen-Stoppenberg; † 7. März 1994 in Rostock) war ein deutscher Ackerbauwissenschaftler. Er gilt als der profilierteste Bodenfruchtbarkeitsforscher in der DDR.

## Leben
Kurt Rauhe, Sohn eines Bergmanns, studierte von 1948 bis 1951 Landwirtschaft an der Universität Rostock und war anschließend als Abteilungsleiter am Institut für Acker- und Pflanzenbau im Müncheberg (Mark) tätig. Hier beschäftigte er sich vorwiegend mit Fragen zur Verbesserung grundwasserferner Sandböden durch meliorative Bodenbearbeitung. Zwischenzeitlich promovierte er 1954 bei Asmus Petersen an der Universität Rostock und habilitierte sich 1960 an der Humboldt-Universität Berlin. 1962 folgte er einem Ruf an die Universität Leipzig als Professor und Direktor des Instituts für Acker- und Pflanzenbau. Im Zusammenhang mit der 3. Hochschulreform in der DDR musste er 1969 mit seinem Institut an die Universität Halle übersiedeln. Hier vertrat er als Lehrstuhlinhaber an der Sektion Pflanzenproduktion das Fachgebiet „Ackerbauliche Grundlagen“ bis zu seiner Emeritierung im Jahre 1988.

## Forschungsschwerpunkte
Das zentrale Forschungsthema von Rauhe war die Bodenfruchtbarkeit. Besondere Aufmerksamkeit widmete er dem Problem der Humusreproduktion unter den Bedingungen des intensiven Ackerbaus. Wiederholt wandte er sich gegen eine zu starke Spezialisierung der landwirtschaftlichen Produktion in der DDR. Beachtenswert sind auch seine Forschungsarbeiten zum Stoffkreislauf in landwirtschaftlichen Bodennutzungssystemen und seine Empfehlungen für eine ökologisch orientierte Landbewirtschaftung. Von den Publikationen Rauhes ist vor allem hervorzuheben das gemeinsam mit Erich Rübensam verfasste Buch Ackerbau – ein didaktisch hervorragend konzipiertes Hochschullehrbuch, das für viele Studentengenerationen ein hilfreicher Wegweiser gewesen ist. Die meisten seiner wissenschaftlichen Abhandlungen veröffentlichte Rauhe im Albrecht-Thaer-Archiv, im Archiv für Acker- und Pflanzenbau und Bodenkunde und in den Publikationsorganen der Deutschen Akademie der Landwirtschaftswissenschaften zu Berlin.

## Ehrungen
Für sein erfolgreiches Wirken auf dem Gebiet der Bodenfruchtbarkeitsforschung wurden Rauhe hohe staatliche Auszeichnungen verliehen. So erhielt er u. a. 1960 die Verdienstmedaille der DDR, 1962 den Vaterländischen Verdienstorden in Bronze, 1963 den Nationalpreis der DDR III. Klasse im Kollektiv und 1983 den Vaterländischen Verdienstorden in Silber. Seit 1963 war er o. Mitglied in der Akademie der Landwirtschaftswissenschaften zu Berlin.

## Schriften (Auswahl)
- Erich Rübensam und Kurt Rauhe: Ackerbau. VEB Deutscher Landwirtschaftsverlag Berlin 1964, 2. Aufl. ebd. 1968.
- Möglichkeiten des Humusersatzes durch Düngung und Pflanze. Sitzungsberichte der Deutschen Akademie der Landwirtschaftswissenschaften zu Berlin Bd. 13, H. 6, 1964.
- Gedanken zur künftigen Gestaltung der Humusersatzwirtschaft im Rahmen industriemäßiger Produktionsmethoden. Sitzungsberichte der Deutschen Akademie der Landwirtschaftswissenschaften zu Berlin Bd. 15, H. 1, 1966.